# L'Île des péchés oubliés
Pour plus de détails, voir Fiche technique et Distribution.
L'Île des péchés oubliés (Isle of Forgotten Sins) est un film d'aventure américain coécrit et réalisé par Edgar G. Ulmer, sorti en 1943.

## Synopsis
Sur « l'île des péchés oubliés », réservée aux marins de passage, deux aventuriers, Mike Clancy et Jack Burke, sont à la recherche d'un bateau englouti comportant un cargo plein d'or enfoui au fond des eaux. Ils croisent le chemin de Marge, la tenancière d'une maison close fréquentée par les marins, qui les convainc de l'accueillir dans leur quête. Ce qui va mettre à rude épreuve l'amitié entre les deux baroudeurs...  

## Fiche technique
- Titre original : Isle of Forgotten Sins
- Titre français : L'Île des péchés oubliés
- Réalisation : Edgar G. Ulmer
- Scénario :  Edgar G. Ulmer et Raymond L. Schrock
- Montage : Charles Henkel, Jr.
- Musique : Leo Erdody
- Photographie : Ira H. Morgan
- Production : Peter R. Van Duinen
- Société de production : Atlantis Pictures Corporation
- Société de distribution : Producers Releasing Corporation
- Pays d'origine :  États-Unis
- Langue originale : anglais
- Format : noir et blanc
- Genre : aventure
- Durée : 78 minutes
- Dates de sortie :
  - États-Unis : 15 août 1943
  - France : 15 juillet 1947

## Distribution
- John Carradine : Mike Clancy
- Gale Sondergaard : Marge Willison
- Sidney Toler : Krogan
- Frank Fenton : Jack Burke
- Veda Ann Borg : Luana
- Rita Quigley : Diane
- Rick Vallin : Johnny Pacific
- Tala Birell : Christine
- Patti McCarty : Bobbie
- Betty Amann : Olga
- Marian Colby : Mimi
- William Edmonds : chef